# Peer community in
Peer Community In (PCI) ist eine wissenschaftliche Non-Profit-Organisation, die eine nichtkommerzielle Peer-Review-Begutachtung und Empfehlung wissenschaftlicher Preprints organisiert. Sie versteht sich als Initiative zur Förderung von Open Science und der im Jussieu-Appell geforderten Bibliodiversität. Die Untergemeinschaften für einzelne Fachdisziplinen werden ebenfalls PCI genannt.

## Prinzip
Peer Community In organisiert ein Peer-Review-Verfahren für wissenschaftliche Manuskripte, die nach den Prinzipien des „grünen“ Open Access frei zugänglich und kostenlos für Autor und Leser in offenen Internet-Archiven hinterlegt sein müssen. Die Ergebnisse des Review-Prozesses – sogenannte Empfehlungen – sind ebenfalls frei zugänglich, zitierfähig und mit einem Digital Object Identifier versehen. Äußerlich ähneln die PCI für einzelne Forschungsdisziplinen klassischen wissenschaftlichen Zeitschriften, sie sind aber nicht kommerziell und sind transparenter in den angebotenen Leistungen.
Da die PCI nicht als Herausgeber auftreten, fallen sie nicht unter die Regel von Ingelfinger, die Doppelveröffentlichungen untersagt. Ein Manuskript könnte daher von mehreren PCI empfohlen werden, was bei interdisziplinären Arbeiten sinnvoll sein kann. Außerdem können Manuskripte nach ihrer Empfehlung durch ein PCI regulär in Fachzeitschriften veröffentlicht werden.
Die meisten wissenschaftlichen Journale erlauben eine Veröffentlichung von Arbeiten, die zuvor als Manuskripte in Preprint-Archiven verfügbar gemacht wurden. Daher lassen sich Arbeiten nach einer Empfehlung durch ein PCI später noch in den meisten wissenschaftlichen Zeitschriften veröffentlichen. Autoren, die ihr Manuskript von einem PCI haben begutachten lassen, schicken es in der Regel anschließend an eine wissenschaftliche Zeitschrift. Manche Journale unterstützen dies, indem sie die Empfehlungen durch PCI in ihrem Begutachtungsverfahren berücksichtigen.

## Organisation und Arbeitsweise
Die Non-Profit-Organisation PCI wurde 2016 durch Denis Bourguet, Benoit Facon und Thomas Guillemaud, drei Wissenschaftler am französischen INRAE-Institut, begründet und hat ihren Sitz in Nizza. Sie koordiniert die Gründung und Aktivitäten der einzelnen PCI für verschiedene wissenschaftliche Disziplinen. Das erste solche PCI wurde im Jahr 2017 gegründet.
Jedes PCI besteht aus einem Gremium aus ungefähr zehn anerkannten Experten („managing board“) sowie einigen Dutzenden assoziierten Editoren („recommenders“) und lässt seine Gutachten durch externe Gutachter („reviewers“) anfertigen.
Da keine Einnahmen anfallen (Publikationsgebühren, Gebühren für Leser oder Abonnements durch Bibliotheken), finanzieren sich die einzelnen PCI lediglich durch eine (im Allgemeinen bescheidene) Unterstützung durch Spenden.

## Öffentliche Anerkennung
Eine Reihe von Graduiertenschulen betrachtet Manuskripte, die von Doktoranden in offenen Archiven publiziert werden (z. B. arXiv.org oder bioRxiv) und eine Empfehlung durch ein PCI erhalten haben, als gleichwertig zu Publikationen in wissenschaftlichen Zeitschriften mit Peer Review.
Die PCI-Initiative wird von einer Reihe von Institutionen unterstützt, die selber Open Science und Bibliodiversität praktizieren, unter anderem von den französischen CNRS- und INEE-Instituten. Diese haben sich dazu verpflichtet,
- PCI-Empfehlungen in ihrer Forschungsevaluation mitzubetrachten
- durch PCI empfohlene Manuskripte als gleichwertig zu Artikeln aus wissenschaftlichen Zeitschriften zu behandeln,
- ihre Mitarbeiter und Studenten dazu zu ermutigen, PCI in ihre Tätigkeit als Leser, Autor oder Gutachter einzubeziehen.

## PCI für verschiedene Fachgebiete
- Peer Community in Evolutionary Biology (PCI Evol Biol)[12]
- Peer Community in Ecology (PCI Ecol)[13]
- Peer Community in Paleontology (PCI Paleo)[14]
- Peer Community in Animal Science (PCI Anim Sci)[15]
- Peer Community in Zoology (PCI Zool)[16]
- Peer Community in Circuit Neuroscience (PCI C Neuro)[17]
- Peer Community in Genomics (PCI Genomics)[18]
- Peer Community in Archaeology (PCI Archaeology)[19]
- Peer Community in Mathematical & Computational Biology (PCI Math Comp Biol)[20]
- Peer Community in Forest & Wood Sciences (PCI Forest & Wood Sci)[21]
- Peer Community in Network Sciences (PCI Network Sci)[22]
- Peer Community in Registered Reports[23]
- Peer Community in Ecotoxicology and Environmental Chemistry[24]
- Peer Community in Microbiology[25]